# Bạch Lãng
Bạch Lãng (tiếng Trung: 白朗, 1912 - 1994) là bút hiệu của một nữ văn sĩ, ký giả Trung Hoa.

## Tiểu sử
Bà Bạch Lãng có nguyên danh là Lưu Đông Lan (劉東蘭), bút danh Dặc Bạch (弋白), Lưu Lị (劉莉), Đỗ Vi (杜微). Bà sinh ngày 20 tháng 8 năm 1912 trong một gia đình trí thức cựu học tại thành Thẩm Dương, tỉnh Phụng Thiên. Năm 1929, Bạch Lãng kết hôn với anh họ La Phong, cùng gia nhập Đảng Cộng sản Trung Quốc và chuyển cư đến Cáp Nhĩ Tân.

## Tác phẩm
- 長篇小說《在軌道上前進》
- 中篇小說《為了幸福的明天》
- 短篇小說集《犧牲》、《伊瓦魯河畔》、《北斗》、《牛四的故事》、《老夫妻》
- 散文集《西行散記》、《月夜到黎明》、《斯大林——世界曙明》
- 特寫集《鍛煉》、《一面光榮的旗幟》、《真人真事》
- 《白朗文集》